# Paula Pope
Paula Jean Myers-Pope (Lackawanna, 11 de noviembre de 1934-Ventura, 9 de junio de 1995) fue una deportista estadounidense que compitió en saltos de trampolín y plataforma.
Participó en tres Juegos Olímpicos de Verano entre los años 1952 y 1960, obteniendo cuatro medallas: plata en Helsinki 1952, bronce en Melbourne 1956 y dos platas en Roma 1960. Ganó dos medallas de oro en los Juegos Panamericanos de 1959.

## Palmarés internacional
| Juegos Olímpicos     | Juegos Olímpicos         | Juegos Olímpicos  | Juegos Olímpicos |
| Año                  | Lugar                    | Medalla           | Prueba           |
| -------------------- | ------------------------ | ----------------- | ---------------- |
| 1952                 | Helsinki (Finlandia)     | Medalla de plata  | Plataforma 10 m  |
| 1956                 | Melbourne (Australia)    | Medalla de bronce | Plataforma 10 m  |
| 1960                 | Roma (Italia)            | Medalla de plata  | Trampolín 3 m    |
| 1960                 | Roma (Italia)            | Medalla de plata  | Plataforma 10 m  |
| Juegos Panamericanos |                          |                   |                  |
| Año                  | Lugar                    | Medalla           | Prueba           |
| 1959                 | Chicago (Estados Unidos) | Medalla de oro    | Trampolín 3 m    |
| 1959                 | Chicago (Estados Unidos) | Medalla de oro    | Plataforma 10 m  |